# Пилотируемый космический полёт
Пилотируемый космический полёт — путешествие человека в космос, на околоземную орбиту и за её пределы, выполняемое с помощью пилотируемых космических аппаратов. Доставка человека в космос выполняется при помощи космических кораблей. Долговременное пребывание людей на околоземной орбите обеспечивается за счёт использования орбитальных космических станций. Людей, совершающих космические полёты, называют космонавтами (СССР/Россия), астронавтами (США) и тайконавтами (Китай).
Страны, способные проводить космические полёты на собственных космических кораблях, запускаемых собственными ракетами-носителями, иногда именуют[кто?] космическими сверхдержавами. Способности выполнять пилотируемые космические полёты предшествует способность страны, как космической державы, выполнять запуски на собственных ракетах-носителях собственных спутников. Ввиду требования намного больших экономических и интеллектуальных затрат и ресурсов число космических сверхдержав намного меньше, чем космических держав. На 2025 год пилотируемые космические полёты выполняются в России (ранее — в СССР, с 1961 года), США (с 1961 по 2011 и с 2020 года) и Китае (с 2003 года). В 2004 году американской компанией Scaled Composites были совершены три суборбитальных пилотируемых космических полёта с использованием корабля SpaceShipOne.
С начала космической эры максимальное количество пилотируемых космических полётов (11) было совершено в 1985 году, минимальное (1) — в 1964 и 1967 годах.
По причине множества опасностей для непосредственного выполнения космического полёта человеком, первыми «космонавтами» стали животные — собаки и обезьяны.

## История пилотируемых космических полётов

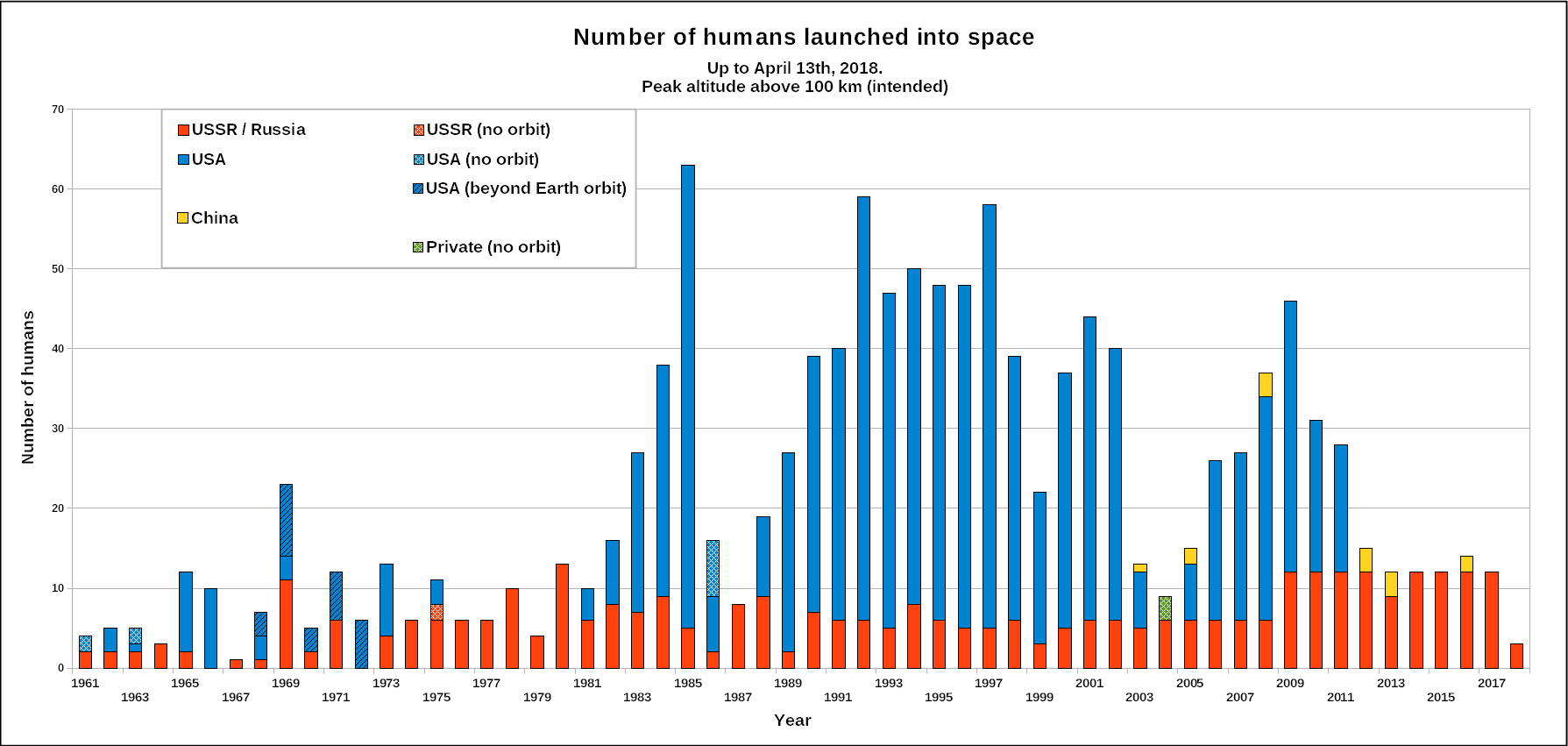
Количество людей в космосе по годам

Первый пилотируемый космический полёт выполнил СССР 12 апреля 1961 года. Первый пилотируемый космический корабль «Восток-1» с первым космонавтом Юрием Гагариным на борту совершил один виток вокруг Земли.
Второй (и одной из двух на последующие четыре десятилетия) страной, начавшей выполнять пилотируемые космические полёты, стали США. Первый суборбитальный полёт космического корабля США «Меркурий-Редстоун-3» с астронавтом Аланом Шепардом осуществлён 5 мая 1961 года. 20 февраля 1962 года США провели первый орбитальный пилотируемый космический полёт корабля «Меркурий-Атлас-6» с астронавтом Джоном Гленном.
Уже через два года после начала освоения космоса человеком полетела первая женщина-космонавт — Валентина Терешкова. Её полёт в одиночку на космическом корабле «Восток-6» состоялся 16 июня 1963 года. США осуществили первый полёт женщины-астронавта Салли Райд в составе смешанного экипажа в 1983 году.
Первый в мире выход в открытый космос из космического корабля в скафандре произвёл космонавт СССР Алексей Леонов 18 марта 1965 года, первый выход в космос женщины-космонавта осуществлен Светланой Савицкой в 1984 году.
По состоянию на 2008 год самый длительный 437-суточный космический полёт осуществил российский космонавт Валерий Поляков в январе 1994 — марте 1995 гг. Самый длительный общий налёт (1110 суток) за несколько полётов имеет российский космонавт Олег Кононенко.
Первой и единственной страной, начавшей эксплуатацию пилотируемых многоразовых транспортных космических кораблей серии «Спейс шаттл», стали США. Первый корабль этой серии «Колумбия» стартовал спустя ровно 20 лет после начала пилотируемой космонавтики — 12 апреля 1981 года. СССР провёл первый и последний запуск многоразового корабля «Буран» в 1988 году; впервые полёт челнока прошел в режиме автоматики, хотя «Буран» мог летать и под управлением экипажа.
Самая высокая орбита в 1374 км была достигнута при полёте американского корабля «Джемини-11» в 1966 году. Полёты кораблей «Спейс Шаттл» к орбитальному космическому телескопу «Хаббл» выполнялись по орбитам с высотой около 600 км. Наиболее же часто пилотируемые полёты выполняются на высотах от 270 до 420 км, на которых летали и летают орбитальные станции. Международная космическая станция, например, изначально летала на высоте около 300 км, но по окончании программы «Спейс Шаттл» высоту её полета постепенно подняли до значения около 400 км. Это связано с тем, что на такой высоте «трение» меньше, шаттлы же по баллистическим причинам могли летать к МКС лишь на высоту до 300 км.
Пилотируемые полёты за пределы земной орбиты выполнялись только астронавтами США по лунной пилотируемой космической программе «Аполлон». Первый полёт за пределы орбиты Земли выполнил в 1968 году экипаж космического корабля «Аполлон-8», совершивший облёт Луны. Посадка на Луну и возвращение на Землю выполнялась 6 раз астронавтами из экипажей кораблей США «Аполлон-11—17» (за исключением «Аполлон-13») с 16 июля 1969 года. Американская лунная пилотируемая программа была свёрнута после декабря 1972 года. В те же времена т. н. «лунной гонки» СССР много лет разрабатывал собственные лунно-облётную и лунно-посадочную пилотируемые космические программы, но, несмотря на полное выполнение в автоматическом режиме первой и высокую степень готовности второй, не завершил их.
Китай стал третьей космической сверхдержавой 15 октября 2003 года, когда на космическом корабле «Шэньчжоу-5» начал успешный полёт первый тайконавт Ян Ливэй. Предыдущие программы Китая по созданию пилотируемых космических кораблей в 1970-х и 1980-х годах не были осуществлены.
В 1990—2000-х годах собственные программы пилотируемых космических полётов имели Европа (Европейское космическое агентство) и Япония. Однако создание космических кораблей — многоразовых европейского («Гермес») и японского (HOPE-X), а также капсульного японского («Фудзи») — после нескольких лет разработки было отменено. В Европе также рассматривались аванпроекты отдельных стран по созданию обычных пилотируемых космических кораблей и многоразовых пилотируемых транспортных космических систем следующего поколения (немецкий «Зенгер-2», британский HOTOL и др.).
Начиная с 1978 года, на космических кораблях СССР/России и США выполняются полёты космонавтов и астронавтов из нескольких десятков других стран, в том числе частных космических туристов (см. Первые полёты космонавтов различных стран мира). Китай объявил, что в будущем также планирует предоставлять возможность запуска на своих кораблях космонавтов других стран.
В мае 1996 года был объявлен конкурс Ansari X-Prize, по условиям которого 10 миллионов долларов могла получить любая частная компания, которая без государственной поддержки до конца 2004 года в течение двух недель дважды поднимет на высоту 100 км летательный аппарат с экипажем из трёх человек. Это подтолкнуло более 20 частных компаний и инициативных групп к созданию собственных вариантов средств доставки человека в околоземный космос. Поскольку разрабатываемым пилотируемым суборбитальным аппаратам не было необходимо достигать орбитальной скорости, они требовали значительно меньшего количества топлива и оснащались более простой тепловой защитой по сравнению с орбитальными космическими кораблями. Первый частный суборбитальный космический корабль SpaceShipOne был запущен 21 июня 2004 года компанией Scaled Composites.
Следует заметить, что в предыстории пилотируемых космических полётов были нереализованные проекты суборбитальных полётов пилотируемых вариантов ракет «Фау-2» (трофейных) в США и ВР-190 в СССР. Некоторые сторонники конспирологических теорий заговоров утверждают, что неудачные пилотируемые полёты в СССР всё-таки были совершены в 1957—1959 годах.
Также ещё ранее в нацистской Германии существовал проект «Америка» для нанесения ударов по восточному побережью США с созданием двухступенчатой межконтинентальной баллистической ракеты (МБР) A9/A10 «Amerika-Rakete»: её головная часть с боеголовкой совершала суборбитальный полёт и наводилась на цель сначала по радиомаяку, а затем — пилотом, покидающим кабину на парашюте и приводняющимся в Атлантическом океане. Испытания второй ступени А-9 проводились несколько раз, начиная с 8 января 1945 года. Согласно неподтверждённым данным, на борту могли быть пилоты, которые в случае превышения в этих запусках высоты 100 км могли бы считаться первыми космонавтами.
На 2020-е годы программы пилотируемых космических полётов также запланированы у Индии.

## Средства пилотируемых космических полётов
В настоящее время человечеством используются следующие космические корабли и орбитальные станции:
- Транспортные космические корабли «Союз-МС» (Россия);
- Космические корабли «Шэньчжоу» (Китай);
- Космический корабль Crew Dragon (США, SpaceX);
- Космический корабль Starliner (США, Боинг);
- Международная космическая станция;
- Тяньгун (орбитальная станция) (КНР).

Помимо перечисленных космических аппаратов, для полётов и проживания людей в космическом пространстве использовались:
- Ракетопланы: X-15 (США);
- Частный многоразовый суборбитальный космический корабль SpaceShipOne американской компании Scaled Composites;
- Многоразовые транспортные космические корабли «Спейс Шаттл» (США);
- Пилотируемые космические корабли: «Восток», «Восход», «Союз», «Союз-Т», «Союз-ТМ» (СССР), «Меркурий», «Джемини», «Аполлон» (США);
- Орбитальные станции: «Салют», «Алмаз» (СССР), «Скайлэб» (США), «Мир» (СССР/Россия), «Тяньгун-1», «Тяньгун-2» (Китай).

| Корабль                          | Корабль                         | Страна                          | Экипаж                          | Полётов                         | Период использования            |
| Одноразовые космические корабли  | Одноразовые космические корабли | Одноразовые космические корабли | Одноразовые космические корабли | Одноразовые космические корабли | Одноразовые космические корабли |
| -------------------------------- | ------------------------------- | ------------------------------- | ------------------------------- | ------------------------------- | ------------------------------- |
| Восток                           | Восток                          | СССР                            | 1 чел.                          | 6                               | 1961—1963                       |
| Восход                           | Восход                          | СССР                            | 2—3 чел.                        | 2                               | 1964—1965                       |
|                                  | Союз (все разновидности)        | СССР · Россия                   | 1—3 чел.                        | 138                             | с 1967                          |
| Союз 7К-ОК                       | СССР                            | 1—3 чел.                        | 8                               | 1967—1970                       |                                 |
| Союз 7К-ОКС                      | СССР                            | 3 чел.                          | 2                               | 1971                            |                                 |
| Союз 7К-Т                        | СССР                            | 2 чел.                          | 27                              | 1973—1981                       |                                 |
| Союз 7К-ТМ                       | СССР                            | 2 чел.                          | 2                               | 1975—1976                       |                                 |
| Союз-Т                           | СССР                            | 2—3 чел.                        | 14                              | 1979—1986                       |                                 |
| Союз-ТМ                          | СССР · Россия                   | 2—3 чел.                        | 34                              | 1986—2002                       |                                 |
| Союз-ТМА                         | Россия                          | 3 чел.                          | 22                              | 2003—2012                       |                                 |
| Союз-ТМА-М                       | Россия                          | 3 чел.                          | 20                              | 2010—2016                       |                                 |
| Союз-МС                          | Россия                          | 2—3 чел.                        | 21                              | с 2016                          |                                 |
| Меркурий                         | Меркурий                        | США                             | 1 чел.                          | 6                               | 1961—1963                       |
| Джемини                          | Джемини                         | США                             | 2 чел.                          | 10                              | 1965—1966                       |
| Аполлон                          | Аполлон                         | США                             | 3 чел.                          | 15                              | 1968—1975                       |
| Шэньчжоу                         | Шэньчжоу                        | Китай                           | 1—3 чел.                        | 12                              | с 2003                          |
| Многоразовые космические корабли |                                 |                                 |                                 |                                 |                                 |
| Crew Dragon                      | Crew Dragon                     | США                             | 4—7 чел.                        | 12                              | с 2020                          |
| Starliner                        | Starliner                       | США                             | 4—7 чел.                        | 1                               | с 2024                          |
| Спейс шаттл                      | Спейс шаттл                     | США                             | 2—8 чел.                        | 135                             | 1981—2011                       |
| Суборбитальные самолёты          |                                 |                                 |                                 |                                 |                                 |
| North American X-15              | North American X-15             | США                             | 1 чел.                          | 2                               | 1963                            |
| SpaceShipOne                     | SpaceShipOne                    | США                             | 1 чел.                          | 3                               | 2003—2004                       |

## Будущее пилотируемых космических полётов
Россия в настоящее время ведёт разработку многоцелевого пилотируемого космического корабля «Орёл» и объявила о пилотируемых полётах на Луну в будущем.
США проектирует многоцелевой исследовательско-прикладной пилотируемый корабль «Орион», предназначенный как для замены системы «Спейс шаттл» при околоземных полётах, так и для обеспечения пилотируемых полётов на Луну по программе «Артемида» с 2023 года, и в перспективе на Марс в рамках отменённой амбициозной «программы Созвездие». Начало околоземных орбитальных полётов корабля «Орион» ожидается в 2022—2023 гг.
Таким образом, у США вплоть до старта Crew Dragon 30 мая 2020 года не было собственного пилотируемого космического корабля, так как все шаттлы были списаны в 2011 году. В течение всего этого времени американских астронавтов возил «Роскосмос».
Китай также разрабатывает пилотируемый корабль следующего поколения; является единственной страной, обладающей национальной многомодульной пилотируемой орбитальной станцией и планирует пилотируемые полёты к Луне.
Кроме США, России и Китая программы по самостоятельной пилотируемой космонавтике имеют и другие страны мира.
Европейское космическое агентство разрабатывает как собственно европейский, так и совместный российско-европейский пилотируемые космические корабли для использования с 2018 года. В рамках обширной программы «Аврора» Европа планирует в кооперации с США и Россией или самостоятельно отправлять людей на Луну с 2025 года и затем на Марс после 2030 года.
Индия планирует стать следующей (4-й) космической сверхдержавой и начать запуски собственного пилотируемого космического корабля «Гаганьян», а в далёкой перспективе в сотрудничестве с Россией или даже самостоятельно — доставлять человека на Луну.
Япония продолжает исследования в области создания пилотируемых многоразовых транспортных космических систем и объявила о планах пилотируемых полётов к Луне после 2025 года.
Иран с 2005—2008 годов начал работы по созданию собственного небольшого пилотируемого космического корабля и в перспективе — небольшой орбитальной станции.
Турция составила поэтапный план разворачивания собственной космонавтики, завершающийся созданием пилотируемого космического корабля после 2020 года.
Малайзия объявляла желание стать инициатором и координатором создания объединённой космической программы мусульманского мира, включая независимую пилотируемую космонавтику.
В рамках космического туризма компании Scaled Composites и несколько других продолжают разработку туристических суборбитальных и орбитальных космических кораблей и даже орбитальных станций с планами начала регулярной эксплуатации в ближайшем будущем.

## Состоявшиеся и попытки первых национальных полётов
Состоявшиеся орбитальные полеты выделены жирным
 Отменённые суборбитальные и орбитальные полеты
 Планируемые суборбитальные и орбитальные полеты
| страна           | космическое агентство  | национальный термин[значимость факта?] | космонавт    | дата                                                                | космический корабль      | ракета-носитель |
| ---------------- | ---------------------- | -------------------------------------- | ------------ | ------------------------------------------------------------------- | ------------------------ | --------------- |
| СССР             | КБ Королёва            | космонавт                              | Юрий Гагарин | 12 апреля 1961 года                                                 | Восток-1                 | Восток          |
| США              | NASA                   | астронавт (astronaut)                  | Алан Шепард  | 5 мая 1961 года                                                     | Меркурий-Редстоун-3      | Редстоун        |
| США              | NASA                   | астронавт (astronaut)                  | Джон Гленн   | 20 февраля 1962 года                                                | Меркурий-Атлас-6         | Атлас D         |
| Китай            | CNSA                   | тайконавт (yǔhángyuán, hángtiānyuán)   | …            | (1973 год), отменено                                                | Шугуан                   | Чанчжэн-2       |
| Китай            | CNSA                   | тайконавт (yǔhángyuán, hángtiānyuán)   | …            | 7 января 1979 года, (неудачно) не подтверждено (1981 год), отменено | FSW                      | Чанчжэн-2       |
| Европейский союз | ESA                    | астронавт (astronaut)                  | …            | (1999 год), отменено                                                | Гермес                   | Ариан-5         |
| Ирак             | …                      | …                                      | …            | (2001 год), отменено                                                | …                        | Таммуз-2 или 3  |
| Япония           | JAXA                   | утюхикоси (uchūhikōshi)                | …            | (2003 год), отменено                                                | HOPE                     | H-II            |
| Китай            | CNSA                   | тайконавт (yǔhángyuán, hángtiānyuán)   | Ян Ливэй     | 15 октября 2003 года                                                | Шэньчжоу-5               | Чанчжэн-2F      |
| Дания            | Copenhagen Suborbitals | астронавт (astronaut)                  | …            | (…), планируется                                                    | Tycho Brahe              | HEAT            |
| Индия            | ISRO                   | гаганавт (gaganaut, antarikshanaut)    | …            | (2027 год), планируется                                             | ISRO OV                  | GSLV-Mk III     |
| Иран             | ISA                    | фазанавард (faza navard)               | …            | (2018 год), отменено                                                | …                        | Шахаб-6 или 7   |
| Европейский союз | ESA                    | астронавт (astronaut)                  | …            | (2018 год), планировалось, отменено                                 | CSTS (или ATV evolution) | Ариан-5         |
| Япония           | JAXA                   | утюхикоси (uchūhikōshi)                | …            | (2025 год), планируется                                             | …                        | H-IIB           |
| КНДР             | КККТ                   | …                                      | …            | (…), планируется                                                    | …                        | Ынха-4 или 5    |
| Республика Корея | KARI                   | …                                      | …            | (…), планируется                                                    | …                        | Наро-3 или 4    |
| Турция           | TÜBİTAK                | астронот (astronot), гёкмен (gökmen)   | …            | (…), планируется                                                    | …                        | …               |
| Малайзия         | MNSA                   | ангкасаван, (angkasawan)               | …            | (…), планируется                                                    | …                        | …               |

## Космический полёт в литературе
- Наставления для полёта на Луну в древнеиндийской поэме Махабхарата.
- Легенда о полёте к Солнцу Икара на крыльях, скреплённых воском.
- Полёт к Луне на корабле, унесённом бурей, и на крыльях у Лукиана Самосатского — II век.
- Легенда о попытке полёта в небо на грифонах Александра Македонского — X век.
- Описание путешествия в небо Рамы индийским поэтом Тулсидасом в Рамаяне — 1575.
- Посещение Луны при помощи магии в Астрономических грёзах (Mystrerium cosmographicum) Иоганна Кеплера — 1634.
- Путешествие на дрессированных лебедях к Луне — Человек в Луне (англ. The man in the Moon) английского писателя Ф. Годвина — 1638.
- Магический полёт в Экстазном небесном путешествии (Itinerarium extaticum quo mundi opificum) немецкого естествоиспытателя А. Кирхера — 1656.
- Аппарат, движимый пороховыми ракетами, в сочинении Сирано де Бержерака (фр. Cyrano de Bergerac) — Комическая история Государств и империй Луны (фр. Histoire comique des Etats et empires de la Lune) — 1657.
- Путешествие на лебедях у немецкого писателя Х. Я. Гриммельсхаузена — Похождение Симплиция Симплиссимуса (нем. Der abenteuerliche Simplizissimus) — 1669.
- Межпланетные скитания сатурнианца в повести Вольтера Микромегас — 1752.
- Достижение Луны при помощи паровой машины у английского поэта Дж. Байрона (англ. George Gordon Byron) — Дон Жуан (англ. Don Juan) — 1819—1823.
- Полёт к Луне на воздушном шаре в произведении американского писателя Эдгара По — Необыкновенное приключение Ганса Пфаля (англ. The Unparalleled Adventures of One Hans Pfall) — 1835.
- Вещество, отталкиваемое Землёй, в Путешествии на Луну (фр. Un Voyage à la lune) Жюля Верна — 1865.
- Ракетный аппарат в произведении французского писателя А. Эро Путешествие на Венеру — 1865.
- Путешествие на Луну в пушечном снаряде в серии романов Жюль Верна о Пушечном клубе — 1865—1870.
- Полёт с Луны на Венеру и Меркурий при помощи давления солнечного света героев французских романистов Фора и Графиньи — Необыкновенные приключения русского учёного — 1889—1896.
- Невесомость, придаваемая кораблю некоторым веществом, у немецкого писателя K. Лассвица (нем. Kurd Laßwitz) — На двух планетах (нем. Auf zwei Planeten) — 1897.
- Гравитационный экран в романе Герберта Уэллса Первые люди на Луне (англ. First men in the Moon) — 1901.
- «Минус-материя» и реактивный двигатель для полёта на Марс из романа А. А. Богданова Красная звезда — 1908.
- Способ передвижения в космическом пространстве при полёте к Луне за счет давления света в романе Бориса Красногорского По волнам эфира — 1913.
- Использование ядерной энергии для космического полёта в научно-фантастическом романе Артура Трена и Роберта Вуда (англ. Robert Wood) Вторая Луна — 1915.
- Изложение основных принципов космического полёта Константином Эдуардовичем Циолковским в романе Вне Земли — 1920.
- Полёт на Марс — «Аэлита» (российский писатель А. Н. Толстой) — 1923.
- Ракетный полёт к Марсу и Венере и орбитальная космическая станция в романах Прыжок в ничто 1933 и Звезда КЭЦ 1936 Александра Беляева.
- «Незнайка на Луне» Николая Носова — 1965.